# Desmond Davis
Desmond Davis (Londres, 24 de mayo de 1926-3 de julio de 2021) fue un director de cine y televisión británico.

## Biografía
Después de hacer un largo aprendizaje durante los 40, con la British Film Unit Unit, Davis finalmente trabajó de foquista y operador de cámara en películas británicas de bajo presupuesto de la década de los 50. En los 60, Davis dio el salto para ser operador de cámara en películas tan reconocidas internacionalmente como Un sabor a miel (A Taste of Honey), La soledad del corredor de fondo (The Loneliness of the Long Distance Runner) y Tom Jones (las tres de Tony Richardson) o Freud: The Secret Passion (dirigida por John Huston).
En 1964, Davis debutaría como director con La chica de los ojos verdes (Girl with Green Eyes) que ganó el premio National Board of Review al mejor director. Con su siguiente película Retorno al pasado (I Was Happy Here), Desmond conseguiría ganar la Concha de Oro en el Festival Internacional de Cine de San Sebastián de 1966. En la siguiente película, reunió a las dos estrellas femeninas de Girl with Green Eyes, Rita Tushingham y Lynn Redgrave, para Tiempo de locura (Smashing Time) (1967), una comedia ambientada en los años 60 en Londres. La década de los 60 la cerraría con la película Cándida, pero no tanto (A Nice Girl Like Me) protagonizada por Barbara Ferris.
En la década de los 70, Davis se dedicó principalmente en la televisión, y dirigió episodios de Follyfoot y Los nuevos vengadores, así como una adaptación de Measure for Measure de William Shakespeare en la serie BBC Television Shakespeare. 
Los 80 comenzaría dirigiendo uno de sus trabajos más reconocidos: Furia de titanes (Clash of the Titans) y cuatro años después dirigió la adaptación cinematográfica de  Culpable de inocencia (Ordeal by Innocence) basada en la novela de Agatha Christie y protagonizada por Donald Sutherland y Faye Dunaway. En medio, Davis también dirigió en 1983 la adaptación televisiva de El signo de los cuatro (The Sign of Four) sobre un libro de Arthur Conan Doyle' de Sherlock Holmes con Ian Richardson en el papel del famoso detective.
El resto de su trabajo se centró en televisión con una versión de Camille con Greta Scacchi y Colin Firth en 1984 y la serie dramática británica The Chief.

## Filmografía (director)

### Cine
- La chica de los ojos verdes (Girl with Green Eyes) (1964)
- Retorno al pasado (I Was Happy Here) (1966)
- Tiempo de locura (Smashing Time) (1967)
- Cándida, pero no tanto (A Nice Girl Like Me) (1969)
- Furia de titanes (Clash of the Titans) (1981)
- Culpable de inocencia (Ordeal by Innocence) (1984)

### Televisión

#### Telefilm
| - Baker's Dozen (1955) - Measure for Measure (1979) - The Spirit of Adventure: Night Flight (1979) - The Man of Destiny (1981) - The Adventures of Little Lord Fauntleroy (1982) - Russian Night... 1941 (1982) - The Sign of Four(1983) - The Country Girls (1984) - Camille (1984) - Love with the Perfect Stranger (1986) - In a Glass Darkly (1987) - Freedom Fighter (1988) - The Man Who Lived at the Ritz (1989) - Doggin' Around (1994) | - Lilli Palmer Theatre (1 episodio) (1955) - The Adventures of Aggie (1 episodio) (1957) - The Adventures of Sir Lancelot (1 episodio) (1957) - Fair Game (1958) - Tales from Dickens (3 episodios) (1958-1959) - Follyfoot (5 episodis) (1972) - Wessex Tales, mini-série (1 episodio) (1973) - Play for Today (1 episodio) (1974) - The New Avengers (1 episodio) (1976) - Wings (2 episodios) (1977) - Centre Play (2 episodios) (1977) - BBC2 Playhouse (1 episodio) (1982) - The Agatha Christie Hour (1 episodio) (1982) - The Chief (6 episodios) (1991) |

## Premios y reconocimientos
Festival Internacional de Cine de San Sebastián
| Año  | Categoría                         | Película          | Resultado |
| ---- | --------------------------------- | ----------------- | --------- |
| 1966 | Concha de Oro a la mejor película | Retorno al pasado | Ganador   |